# Girolamo Zane
Girolamo Zane (... – Venezia, 14 ottobre 1572) è stato un ammiraglio veneziano, fu Capitano generale da Mar della flotta veneziana, durante la Guerra di Cipro.

## Biografia
Era figlio di Bernardo Zane.
Nel 1542 venne inviato a Costantinopoli come bailo, carica che mantenne fino al 1544. In quello stesso anno, fu eletto capitano di Padova e, nel 1558, di Verona.
Nel 1566 venne nominato Capitano generale da Mar, ricevendo il bastone del comando solo il 27 marzo 1570. Lo stesso anno comandò la flotta veneziana nella fallimentare spedizione per salvare Cipro, assalita dai Turchi. Nel dicembre venne accettata la sua richiesta di congedo. Tornato a Venezia fu arrestato per presunte inadempienze nella gestione della flotta durante la missione in oriente.
Morì in carcere il 14 ottobre 1572.

## La guerra di Cipro
Il 28 marzo 1570 giunse a Venezia l'ambasciatore del sultano ottomano Selim, recando la richiesta di consegna dell'isola di Cipro. Questa fu seccamente respinta dal Consiglio che si preparò alla guerra, avendo già consegnato il bastone di comando della flotta a Zane il 27 marzo 1570, lunedì di Pasqua.
La flotta veneziana, comandata da Zane, si mosse quindi su Zara il 3 aprile per attendere il resto delle galere armate a Venezia ed a Candia. Durante la lunga sosta a Zara scoppiò una terribile epidemia di tifo petecchiale che decimò le ciurme e che avrebbe condizionato anche in futuro la spedizione. Il 30 maggio fu ordinato a Zane di puntare su Corfù dove avrebbe dovuto congiungersi con la flotta di Gianandrea Doria se questa vi fosse giunta in tempo. Il Capitano Generale da Mar dovette però attendere che tutte le galee fossero a disposizione e giunse a Corfù solo il 29 giugno, dove non v'era traccia del Doria.
Il 23 luglio la flotta veneziana si diresse verso oriente e, dopo aver fatto scalo a Cefalonia, Zante e Modone, giunse il 4 agosto a Candia. Gli ordini impartiti a Zane imponevano di dirigersi subito verso Cipro, ma il capitano generale decise di aspettare di aver reintegrato tutti i rematori deceduti durante l'epidemia e di aver interzato la ciurma.
Nel frattempo, il 6 agosto, Marcantonio Colonna era giunto ad Otranto con le 12 galee papali ed attendeva l'arrivo di Gianandrea Doria da Messina per salpare verso oriente. Quest'ultimo però, non completamente convinto della bontà di tutta l'operazione, ritardava deliberatamente il ricongiungimento con il Colonna, che avvenne solo il 21 agosto. Il giorno seguente la flotta si diresse verso Creta ove giunse il 31 agosto.
Nonostante i tentativi del Doria di mandare tutto a monte, accusando la flotta veneziana di essere in cattive condizioni, i cristiani salparono dal porto di Sitia nella notte fra il 17 ed il 18 settembre. Nei pressi di Castelrosso fu inviato Alvise Bembo in avanscoperta, il quale ritornò con la notizia che i turchi avevano espugnato Nicosia.
Questa notizia minò ulteriormente i fragili equilibri dell'alleanza e nel consiglio di guerra del 22 settembre i veneziani non furono in grado di imporre la prosecuzione della spedizione contro i turchi. La flotta si ritirò la sera stessa verso Creta e di lì verso l'Italia.
Nel dicembre 1570 fu accettata la sua richiesta di congedo ed il 13 dicembre su sostituito da Agostino Barbarigo prima e Sebastiano Venier poi.

## Il processo
Tornato a venezia l'11 aprile Zane venne tratto in arresto per le presunte inadempienze nella gestione della flotta durante la missione in oriente.
Durante il processo furono chiamati a testimoniare molti ufficiali tra i quali Marcantonio Colonna, che si rivelarono sempre benevoli con Zane sostenendo che non ebbe nessuna colpa per la fallita spedizione.
Il processo si protrasse per lungo tempo e, prima di poter ascoltare la sentenza, Zane morì in prigione il 14 ottobre 1572.